# Joan l'Escita
Joan l'Escita va ser un general i polític de l'Imperi Romà d'Orient que va lluitar contra l'usurpador Lleonci (484–488) i en la guerra isàurica (492–497).

## Biografia
Joan va ser un oficial de l'exèrcit romà de l'est. El 482 va ser enviat a Illyricum al costat de Mosquià per a lluitar els ostrogots de Teodoric el Gran.
L'any 483 l'emperador Zenó va decidir deslliurar-se del seu magister militum per Orientem ("Comandant en Cap de l'est") Il·los, reemplaçant-lo per Joan.
El 484 Il·los es va rebel·lar i va fer costat a Lleonci com a emperador per a evitar el rebuig popular que tant Zenó com Il·los sofrien pel seu origen isauri. Joan i Teodoric, al capdavant d'un gran exèrcit, van vèncer a Lleonci i Il·los prop d'Antioquia al setembre d'aquell any. Els derrotats van fugir a Isàuria i es refugiaren a la fortalesa de Papurius. Joan va posar setge a la fortalesa; cap a la fi del 484  va capturar i va assassinar a Trocund, germà de Il·los, quan aquest va sortir a buscar reforços. El setge va durar fins a l'any 488, quan la fortalesa va caure a causa d'una traïció i Il·los i Lleonci van ser condemnats a mort.
Durant el regnat de l'emperador Anastasi I, Joan va lluitar a la guerra isàurica (492–497), obtenint el comandament conjunt de l'exèrcit al costat de Joan el Geperut. Va ser un de comandants romans a la batalla de Cotièon l'any 492 i el 497 va derrotar als isauris, capturant i matant els seus líders Longí de Cardala i Atenodor, els caps dels quals va enviar a Constantinoble.
Anastasi es va mostrar molt complagut amb la victòria i va honrar els seus generals, sent Joan l'Escita nomenat cònsol l'any 498.